# Turkse algemene verkiezingen 2015 (november)

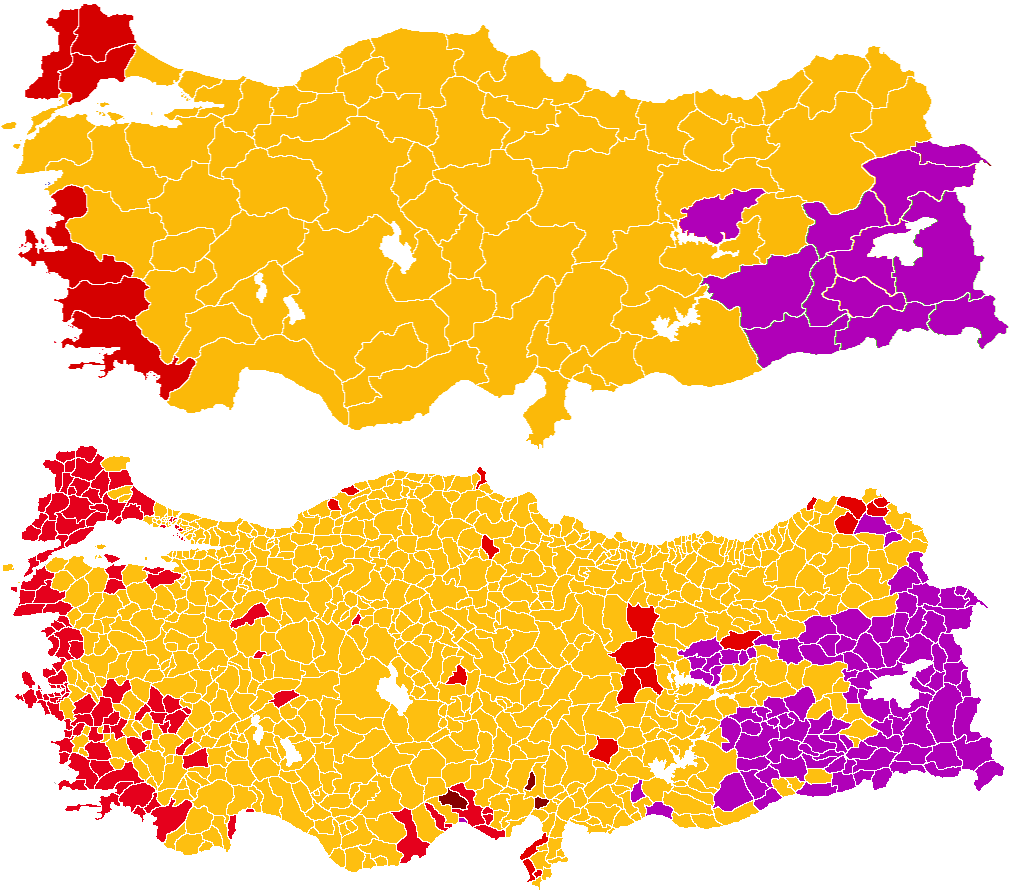
grootste partij per provincie en district

De Turkse algemene verkiezingen 2015 werden gehouden op 1 november 2015. Op deze datum werd door de stemgerechtigde staatsburgers van Turkije een nieuw parlement gekozen, nadat het na de verkiezingen van 7 juni 2015 niet lukte om een nieuwe regering te vormen.
De AK-partij van Erdogan won met 49% van de stemmen een meerderheid in het parlement.

## Kritiek op het verloop
De internationale waarnemers van de Organisatie voor Veiligheid en Samenwerking in Europa (OVSE) en de Raad van Europa hebben geconcludeerd dat de verkiezingen in Turkije niet geheel democratisch zijn verlopen vanwege geweld en intimidatie. "Helaas kan deze campagne worden gekenschetst door oneerlijkheid en tot een zekere hoogte door angst", zegt het hoofd van de parlementaire waarnemersmissie van de Raad van Europa. De Turkse staatsomroep TRT werd door de OVSE bekritiseerd voor het geven van meer uitzendtijd aan de AKP (73%) dan aan de oppositiepartijen als CHP (12%), MHP (8%) en HDP (6%).